# Јапанска Педесетосма армија
Јапанска Педесетосма армија (јапански:第58軍 - Dai-gojyūhachi gun) је била армија у Царској Јапанској армији током финалних дана Другог светског рата.

## Историја
Јапанска 58-та армија је формирана 7. априла 1945. године и била је потчињена јапанској 17-тој армијској области, као део последњег очајничког покушаја Јапана да спречи могућу инвазију савезничких снага на острву Јеју, током операције Даунфол. У њеном саставу су се већином налазили недовољно обучени резервисти, студенти и локална милиција. Она је демобилизована при предаји Јапана 15. августа 1945. године, и није имала прилику да учествује у борби.
Педесетосма армија је у свом саставу имала следеће јединице (1945. године):
- 96-та пешадијска дивизија
- 111-та пешадијска дивизија
- 121-ва пешадијска дивизија
- 108-ма самосатална мешовита бригада
- 109-та самостална мешовота бригада
- 12-та штабна артиљерија

## Главни официри

### Команданти армије
|   | Име                             | Од             | До               |
| - | ------------------------------- | -------------- | ---------------- |
| 1 | Генерал-лајтант Садашиге Нагацу | 7. април 1945. | 15. август 1945. |

### Начелници штаба
|   | Име                         | Од               | До                 |
| - | --------------------------- | ---------------- | ------------------ |
| 1 | Генерал-мајор Јошихиде Като | 6. април 1945.   | 19. август 1945.   |
| 2 | Генерал-мајор Хисаши Кисаки | 19. август 1945. | 1. септембар 1945. |